# 534
534 (DXXXIV) fue un año común comenzado en domingo del calendario juliano, en vigor en aquella fecha.
En el Imperio romano, el año fue nombrado como el del consulado de Justiniano y Paulino, o menos comúnmente, como el 1287 Ab urbe condita.

## Acontecimientos
- Toledo se convierte en capital del reino visigodo.
- El reino vándalo del norte de África es destruido y su territorio, incorporado al Imperio bizantino por Belisario jefe de los ejércitos de Justiniano.[1]
- Finaliza la redacción del Corpus Iuris Civilis.
- A principios de año los romanos orientales (bizantinos) toman Ceuta (Sebta), arrojando a una guarnición visigoda establecida allí, sin que se conozca con exactitud la fecha de su posesión por los visigodos. Los bizantinos reparan las fortificaciones de la ciudad, descuidadas por los visigodos, y la dejan al mando de un tribuno.
- Redacción de la Regla de S. Benito.
- Se promulga el Código de Justiniano en su segunda versión.

## Nacimientos
- Agustín de Canterbury, arzobispo y santo cristiano (fecha aproximada).

## Fallecimientos
- Teodorico I de Austrasia, rey franco.
- 2 de octubre: Atalarico, rey de los ostrogodos.